# سيد أتكينسون
سيد أتكينسون (بالإنجليزية: Sid Atkinson)‏ هو منافس ألعاب قوى جنوب أفريقي، ولد في 14 مارس 1901 في ديربان في جنوب أفريقيا، وتوفي بنفس المكان في 31 أغسطس 1977.

## وصلات خارجية
- سيد أتكينسون على موقع اللجنة الأولمبية الدولية (الإنجليزية)
- سيد أتكينسون على موقع أوليمبيديا (الإنجليزية)